# 上海瀛新园陵园
上海瀛新园陵园（简称瀛新园）是中華人民共和國上海市崇明区新河镇草港公路3188号的一座公墓，于2005年开园，园区占地700余亩，属于上海市一级公墓。